# سیارک ۲۲۲۰۳
سیارک ۲۲۲۰۳ (به انگلیسی: 22203 Prothoenor، نامگذاری:6020P-L) بیست و دو هزار و دویست و سومین سیارک کشف شده‌است که در ۲۴ سپتامبر ۱۹۶۰ کشف شد.
قدر مطلق سیارک برابر ۱۱٫۵۰ است.